# Jövevényszó
A jövevényszó a nyelvi kölcsönzés egyik tárgya, olyan szó, amely más nyelvből került egy nyelvbe, s abban elterjedt és meghonosodott. A szó beilleszkedését rendszerint írásmódja is tükrözi. Az asztal például a magyarban szláv jövevényszó, mert valamelyik szomszédos szláv nyelv stol [sztol] alakjából származik.

## Létrejötte, jellege
Amint a fenti példa is mutatja, a jövevényszavak átvétele gyakran hangváltozásokkal jár együtt: a szláv stol a magyarban ejtéskönnyítő a hanggal bővült, és eredeti magánhangzója is nyíltabbra változott (o > a). Ezeket a változásokat gyakran a nyelvek közti hangtani különbségek követelik meg, ha egy hang nem létezik az átvevő nyelvben, vagy nem tűr meg egy bizonyos hangcsoportot. Erről bővebben l. a Nyelvtörténeti jelentőségük című részt.
A jövevényszavaknál az átadó nyelvet és az átadás időpontját szokták megadni. Az átadó nyelv sokszor nem állapítható meg biztosan, csak a nyelvcsalád, ha egy szó több rokon nyelvben is előfordul. Az átadás időpontjaként az illető szót elsőként tartalmazó nyelvemlék keletkezési idejét közlik.
A jövevényszavak gyakran több nyelven keresztül érkeznek egy nyelvbe; átadó nyelvként ilyenkor a közvetlen forrást adjuk meg, a végső forrás felderítése nem is mindig volna lehetséges. A szótárak ugyanakkor gyakran feltüntetik a szavak korábbi állomásokat is.
A jövevényszavak átvétele leggyakrabban egy új kultúra, új ismeretek, tárgyak, fogalmak átvételével függ össze, például a gazdálkodó életmód felvételével vagy egy új vallás megjelenésével. – Sokszor azonban olyan fogalmakra is megjelennek jövevényszavak, amelyek már léteznek az illető nyelvben, ilyenkor szinonímia jön létre. Ezek közül megmaradhat mindegyik változat, de az idők folyamán ki is veszhet egyik vagy másik változat. Az utóbbi példája a sógor szó, amely a meglévő (azonos jelentésű) rér szót szorította ki a magyarban.

## Főbb típusaik a magyarban
A magyarban a jövevényszavak legfontosabb típusai:
- török (ótörök és oszmán török)
- iráni (óiráni, alán, perzsa)
- szláv (délszláv, nyugati szláv, keleti szláv)
- latin (és kisebb részben görög)
- német
- újlatin (francia, olasz, román)
- angol

Ezek közül legnagyobb arányú a szláv, e mellett a török, a német és a latin is kiemelkedő, de számottevő az iráni, az újlatin és (a XX. században) az angol is.

## Viszonyuk a szókészlet egyéb elemeihez
A jövevényszavakat a szókészlet alábbi rétegeitől kell megkülönböztetni: az ősi (alapnyelvi eredetű) szavaktól, a belső keletkezésű szavaktól, a tükörszavaktól, az idegen szavaktól, a vándorszavaktól és a nemzetközi szavaktól, bár a két utóbbit néha a jövevényszó alá sorolják. (Az idegen szó és a jövevényszó közös megnevezése a kölcsönszó.) Ezek közül leginkább az idegen szavaktól való megkülönböztetés okozhat gondot. Erről bővebben lásd a Helyesírás című részt.
Jövevényszónak tekintjük azokat a szavakat is, amelyek nem egyenesen az alapnyelvből erednek, még ha rokon nyelvűek is. A határvonalat a nyelv önállósulása, a rokon nyelvektől való szétválás alkotja; ennek időpontját a legújabb kutatások a magyarnál i. e. 1000-re teszik. Ezt követően vette át a magyar például a rokon permi nyelvekből a "tíz" jelentésű -nc elemet (amely a kilenc, harminc szavakban található), valamint a kenyér és az ezüst szót, amelyek tehát uráli eredetűek, mégis jövevényszavak.
Nem tekintjük viszont jövevényszókat azokat a szavakat, amelyek noha más nyelvből erednek, az átvétel még az átvevő nyelv önállósulása előtt történt. Az arany szó eredetije például iráni nyelvekből került a finnugor alapnyelvbe, még jóval a magyar nyelv önállósulása előtt, ezért az ősi (alapnyelvi) szavaink közt tartjuk számon.

## Nyelvtörténeti jelentőségük
A jövevényszavak gyakran fontos információkkal szolgálnak az átadó és az átvevő nyelv átvételkori állapotáról egyaránt. Az átvevő nyelvekről úgy, hogy egy új szó csak olyan alakban kerülhet be egy nyelvbe, amit az adott nyelv adott időszakában a hangállománya megenged. Ha tehát tudjuk egy átvétel időpontját, és egy bizonyos hangcserét tapasztalunk a szóban, abból arra következtethetünk, hogy az átvevő nyelv abban a korban nem rendelkezett a lecserélt hanggal. (Ez elsősorban akkor lehet döntő, ha rendszeresen ugyanazokkal a hanghelyettesítésekkel találkozunk egy bizonyos korban.)
Másfelől ha az átvett szó úgy tér el az átadó nyelv mai állapotától, ami az átvevő nyelv hangállományának hiányosságával nem indokolható, abból arra következtethetünk, hogy az átvétel időpontjában az átadó nyelvben az illető szó egy eltérő változatban volt jelen.
- Ennek példája a magyar gomba szó, ami a környező szláv nyelvek mai formájában nazális hang nélkül fordul elő (goba, guba, huba). A magyar alak tanúsítja egyfelől, hogy korábban több szláv nyelvben is volt nazális magánhangzó (mint még ma is a lengyelben), másfelől azt is elárulja, hogy ez a szó még a X. század előtt érkezhetett a magyarba, mivel akkor tűntek el a szomszédos szláv nyelvekből a nazális magánhangzók. – Másik példa a magyar tröszt, dömper szavak, amelyek olyan, korábbi átvételek az angolból, amikor még a trust, dumper szavak u-ját a magyar [ö]-höz közelebbi formában ejtették. A kiejtés időközben az [á] felé változott, úgyhogy ha ezeket a szavakat később vettük volna át, valószínűleg trásztról és dámperről beszélnénk.

## Az átvételt motiváló tényezők
A William Labov elméletein alapuló megközelítések elsősorban a presztízzsel és a lexikális hiánnyal magyarázzák az átvételeket. Ezek a megközelítések sok esetben elégtelenek, nem szimulálják elég jól a sokrétű adaptáció szocoilingvisztikai hátterét.
Jobban ragadja meg a folyamatot a James Milroy és Lesley Milroy által kidolgozott kommunikációs alapú modell. Az átadó társadalmi rétegek beazonosításán és esetleges osztályozásán túllépve meg kell próbálnunk meghatározni azok nyelvi kontaktusainak minőségeit, azaz Milroy szociolingvisztikai modelljének értelmében fel kell térképeznünk azok nyelvi hálóját. Azon csoportok, melyek közreműködtek az átadások "kivitelezésében", laza, de ugyanakkor szerteágazó kapcsolatrendszerrel és nagy fokú mobilitással rendelkeznek. Az ilyen kapcsolatok fenntartása kis erőfeszítést igényel, ezért lehetséges ilyen nagy számban megőrzésük. Az ezekkel rendelkező egyének több beszélőközösségnek is tagjai, így nem egy helyről érik őket nyelvi hatások, mely nyelvi újdonságokat laza kapcsolatrendszerük segítségével könnyedén továbbíthatnak.
Az átadásokban kiemelt szerepe van a kétnyelvűeknek, azonban nem mindig csak ők vesznek át, sőt az átvételek terjesztésben különösen nagy szerepe van már az egynyelvűeknek, lényegében átvételről akkor beszélhetünk, ha az egynyelvűek közt is valamilyen mértékben elterjedt a szó.
Motivációs tényezők még: stilisztikai változatosságra törekvés (kvaterka, vinkó) és az irónia. Átvételek ellen dolgozó tényező: „nyelvi nacionalizmus”

## Helyesírási vonatkozások
Mint feljebb láttuk, a jövevényszók az idegen szavakból jönnek létre. A legtöbb szónál könnyen eldönthető, hol is tartanak ezen az úton, másokról kevésbé. Ennek megítélésében a következők adhatnak támpontot:
- a közismertség, elterjedtség,
- a hangtani beilleszkedés, amelynek érdekében gyakran hangváltozások történnek,
- valamint a helyesírás (amely maga is az aktuális nyelvállapotot próbálja tükrözni).

Az OH. a következő jegyekkel jellemzi az idegen szavak és a jövevényszavak különbségét (244. o.):
| Idegen szavak                                                                             | Jövevényszavak |
| - viszonylag frissen kerültek a magyarba, így még nem telt el kellő idő a megszokásukhoz; | - régebben kerültek a magyarba, így volt idő megszokni őket; |
| - hangtani tulajdonságaik eltérnek a magyarban megszokottaktól;                           | - hangtani tulajdonságaik összhangban vannak a magyarban megszokottakkal (vagy azért, mert már eredendően is ilyen volt a szó, vagy azért, mert bizonyos hangalaki változás után beilleszkedett a magyar nyelv hangtani rendszerébe); |
| - valamilyen jellegzetes idegen szóelem található a szóban, rendszerint a szó végén;      | - nem található a szóban jellegzetes idegen szóelem; |
| - a szó használata valamely csoport- vagy rétegnyelvre korlátozódik.                      | - a szó elterjedt a sztenderdben. |

Ezek a vonatkozások nem mindig vágnak egybe és nem mindig adnak egyértelmű választ, úgyhogy sok esetben továbbra is van helye az egyedi mérlegelésnek.
A hangváltozás példája lehet a Beugel ("patkó") szó, amit átvételekor, eredeti alakjában idegen szóként élt a nyelvben, de mióta bejgli formára alakult, jövevényszónak tekintjük.
A közkeletűség példái mindazok a fogalmak, amelyek a nyelvek közti érintkezés felerősödésével, a technikai és kulturális fejlődéssel érkeznek a magyarba. Ezeket kiejtés szerint, fonetikusan írjuk, például autó, euró, klub, aerobik, akvárium, antikvárium, fájl, kapucsínó, menedzser, kóla, kemping, izotóp, avantgárd. Mások, különösen amelyek kevésbé elterjedtek vagy szokatlan hangkapcsolatokat tartalmaznak, idegen szónak minősülnek és megőrzik eredeti írásmódjukat, például bestseller, show, cowboy, lady, tüchtig, rinascimento.
A jövevényszavak egy részén nem ismerhető már fel, hogy idegen nyelvből származik (mint az asztal példáján láttuk), másokon jobban felismerhető (például fájl). Az idegen eredet elhomályosulása ezért csak korlátozottan lehet szempont a jövevényszói minősítéshez.
A magyar nyelvben kialakult, sajátos kiejtés megléte vagy hiánya sokszor jó támpont annak eldöntésére, kezelhetünk-e valamit jövevényszóként, hiszen a magyarra jellemző ejtésváltozat megléte összefügg a szó bevett, meghonosodott voltával, a jövevényszó egyik ismérvével. Ha ez az ejtésmód kellően elterjed, alapot adhat a fonetikus átírásra. – Másfelől, amíg a magyar kiejtés ingadozik (például spray: [spré], [spréj], [szpré] vagy [szpréj]), és az átvett alakváltozatok nem mutatnak a nagyobb eltérést, hangalaki önállósulást az eredeti alakhoz képest, ott érdemes a szót idegen szóként kezelni és az eredeti írásmódnál maradni. (Ha például a [spré] kiejtés kiszorítaná a többit, felmerülne ennek a szónak a fonetikus átírása is.)
A köznyelv gyakran ódzkodik a fonetikus írásmódtól, ezért láthatunk olyan alakokat, mint *club, *gyros (helyesen klub és gírosz). Ezek azért nem tanácsosak, mert az idegen írásmód alapvetően idegen ejtésmódra utal, ami félrevezető. A club írásmód például [kláb] ejtést sugall, noha a klub szót régóta [klub]-nak ejtjük. A gyros alak kiejtése hasonlóan [dzsírösz] lenne, szemben az elterjedt [gírosz], ill. [girosz] alakkal.
Az angolból, németből, franciából, olaszból és más latin írású nyelvekből érkező jövevényszavaknál esetenként kérdéses lehet, hol állnak a jövevényszóvá válás útján, így az írásmód is ingadozhat (például az eredeti grapefruit és a javasolt grépfrút között). A nem latin betűs nyelvekből eredő szavaknál (mint a görög gírosz) azonban mindenképpen érdemes kerülni az angolos átírást, mivel ezekből a nyelvekből (görög, orosz, japán, kínai, arab, héber stb.) mindig a magyar fonetikus átírás szerint vesszük át a szavakat, közvetítő nyelv (mint az angol) alkalmazása nélkül, attól függetlenül, hogy jövevény- vagy idegen szónak tekintjük-e őket. Kivételt képeznek e szabály alól a már más formában meggyökerezett szavak, például banzáj, gésa, mensevik, taekwondo. Ezeket hagyományosan meghonosodott alakjukban írjuk (l. hagyományos átírás).
Lásd még:
- Jövevényszavak átírás szerinti listája
- Idegen tulajdonnévi eredetű, magyar írásmód szerinti írású, köznevesült jövevényszavak listája
- Kölcsönzés (nyelvészet)
- Phono-semantic matching[1]

## Külső hivatkozások
- Kitaláció (Nádasdy Ádám cikke a képzők kölcsönzéséről, MaNcs, 2007. június 21.)
- Horváth Péter Iván cikkei az idegen szavakról, kölcsönszavakról, jövevényszavakról az e-nyelv.hu-n:
  - Utánozás majomszokás – (Ny)elvi kérdések 2009/02.
  - Vörcsesztert az Ósönből – (Ny)elvi kérdések 2009/04.
  - A honosított idegen – (Ny)elvi kérdések 2009/14.
- Jövevényszavak a magyarban a jiddis nyelvből
- A mai magyar nyelv kölcsönszavai és idegen szavak a mai magyar nyelvben Archiválva 2023. június 5-i dátummal a Wayback Machine-ben (Szépe Judit jegyzete)